# Astérisme
Pour les articles homonymes, voir Astérisme (homonymie).

Le Triangle d'été, formé par les étoiles Véga, Deneb et Altaïr, est l'un des plus grands astérismes de l'hémisphère nord.

En astronomie, un astérisme est une figure remarquable dessinée par des étoiles particulièrement brillantes,. En général, ces étoiles ne sont liées ni par une interaction gravitationnelle significative, ni par une gestation commune, ce qui fait d'un astérisme un objet céleste plutôt arbitraire et subjectif. C'est souvent sur la base d'astérismes que les civilisations ont imaginé leurs constellations, bien qu'un astérisme puisse aussi bien former une partie d'une constellation qu'être constitué d'étoiles appartenant à plusieurs constellations différentes,,.
Un astérisme peut occuper une région suffisamment vaste du ciel pour être bien identifiable à l'œil nu : le Triangle d'été, par exemple, s'étend sur plus de 30 degrés (°). Parmi cette catégorie, on trouve les figures caractéristiques qui nous permettent, au fil des saisons, de localiser les constellations les plus célèbres : Grande et Petite Casseroles pour la Grande Ourse et la Petite Ourse, petit parallélogramme pour la Lyre, « W » de Cassiopée, etc.

## Astérismes invisibles à l’œil nu
Il existe de nombreux petits astérismes invisibles à l'œil nu,,. Ces derniers peuvent être vus à l'aide de jumelles ou d'un petit télescope.
Certains astérismes invisibles à l’œil nu se révèlent parfois de véritables amas ouverts, pour peu que l'on arrive à prouver l'origine commune des étoiles impliquées. Rares sont les astérismes visibles à l'œil nu qui sont également des amas ouverts, mais lorsque le cas se présente on ne leur connaît que rarement cette seconde propriété. Les deux exemples les plus représentatifs sont les amas ouverts Melotte 111 et Collinder 285, qui contiennent respectivement l'astérisme de la Chevelure de Bérénice, et cinq des sept étoiles de la Grande Casserole.

## Astérismes chinois
Le ciel visible depuis les latitudes de l'empire chinois a été subdivisé en plusieurs régions, de taille moindre de celle des constellations occidentales. On compte ainsi près de 300 astérismes utilisés par les astronomes chinois des temps anciens.

## Quelques astérismes
Voici une liste des astérismes parmi les plus connus,,.
| Astérisme                                                      | Nombre d’étoiles | Étoiles constitutives  | Étoiles constitutives                                                                             | Image                                           |
| -------------------------------------------------------------- | ---------------- | ---------------------- | ------------------------------------------------------------------------------------------------- | ----------------------------------------------- |
| La Grande Casserole (ou Grand Chariot)                         | 7                | Dans la Grande Ourse : | Dubhe (α), Merak (β), Phecda (γ), Megrez (δ), Alioth (ε), Mizar (ζ) , Alkaid (η).                 |                                                 |
| La Petite Casserole ou la Petite Cuillère ou le Petit Chariot  | 7                | Dans la Petite Ourse : | Étoile polaire (α), Kochab (β), Pherkad (γ), δ, ε, ζ, η.                                          |                                                 |
| La Théière                                                     | 8                | Dans le Sagittaire :   | Alnasl (γ2), Kaus Australis (ε), Nunki (σ), Kaus Media (δ), Ascella (ζ), Kaus Boraelis (λ), τ, φ. |                                                 |
| La Ceinture d'Orion                                            | 3                | Dans Orion :           | Mintaka (δ), Alnilam (ε), Alnitak (ζ)                                                             |                                                 |
| Le W de Cassiopée                                              | 5                | Dans Cassiopée :       | Segin (ε), Ruchbah (δ), γ, Schedar (α) et Caph (β)                                                |                                                 |
| Le Triangle du printemps                                       | 3                | Dans le Bouvier :      | Arcturus (α)                                                                                      |                                                 |
| Le Triangle du printemps                                       | 3                | Dans la Vierge :       | Spica (α)                                                                                         |                                                 |
| Le Triangle du printemps                                       | 3                | Dans le Lion :         | Régulus (α) ou Denebola (β)                                                                       |                                                 |
| Le Triangle d'été                                              | 3                | Dans le Cygne :        | Deneb (α)                                                                                         |                                                 |
| Le Triangle d'été                                              | 3                | Dans l’Aigle :         | Altaïr (α)                                                                                        |                                                 |
| Le Triangle d'été                                              | 3                | Dans la Lyre :         | Véga (α)                                                                                          |                                                 |
| Le Triangle d'automne                                          | 3                | Dans le Bélier :       | Hamal (α)                                                                                         |                                                 |
| Le Triangle d'automne                                          | 3                | Dans la Baleine :      | Diphda (β)                                                                                        |                                                 |
| Le Triangle d'automne                                          | 3                | Dans Andromède :       | Alphératz (α)                                                                                     |                                                 |
| Le Triangle d'hiver                                            | 3                | Dans Orion :           | Bételgeuse (α)                                                                                    | Rouge = Triangle d'hiverBleu = Hexagone d'hiver |
| Le Triangle d'hiver                                            | 3                | Dans le Petit Chien :  | Procyon (α)                                                                                       | Rouge = Triangle d'hiverBleu = Hexagone d'hiver |
| Le Triangle d'hiver                                            | 3                | Dans le Grand Chien :  | Sirius (α)                                                                                        | Rouge = Triangle d'hiverBleu = Hexagone d'hiver |
| L’Hexagone d'hiver ou le Cercle d'hiver ou le Polygone d'hiver | 6                | Dans Orion :           | Rigel (β)                                                                                         | Rouge = Triangle d'hiverBleu = Hexagone d'hiver |
| L’Hexagone d'hiver ou le Cercle d'hiver ou le Polygone d'hiver | 6                | Dans le Grand Chien :  | Sirius (α)                                                                                        | Rouge = Triangle d'hiverBleu = Hexagone d'hiver |
| L’Hexagone d'hiver ou le Cercle d'hiver ou le Polygone d'hiver | 6                | Dans le Petit Chien :  | Procyon (α)                                                                                       | Rouge = Triangle d'hiverBleu = Hexagone d'hiver |
| L’Hexagone d'hiver ou le Cercle d'hiver ou le Polygone d'hiver | 6                | Dans les Gémeaux :     | Pollux (β)                                                                                        | Rouge = Triangle d'hiverBleu = Hexagone d'hiver |
| L’Hexagone d'hiver ou le Cercle d'hiver ou le Polygone d'hiver | 6                | Dans le Cocher :       | Capella (α)                                                                                       | Rouge = Triangle d'hiverBleu = Hexagone d'hiver |
| L’Hexagone d'hiver ou le Cercle d'hiver ou le Polygone d'hiver | 6                | Dans le Taureau :      | Aldébaran (α)                                                                                     | Rouge = Triangle d'hiverBleu = Hexagone d'hiver |
| La Croix du nord                                               | 4                | Dans le Cygne :        | Deneb (α), Aljanah (ε), Sadr (γ), δ.                                                              |                                                 |
| Le Grand carré de Pégase                                       | 4                | Dans Pégase :          | Markab (α), Sheat (β), Algenib (γ).                                                               |                                                 |
| Le Grand carré de Pégase                                       | 4                | Dans Andromède :       | Alphératz ou Sirrah (α).                                                                          |                                                 |
| L'Urne                                                         | 4                | Dans le Verseau :      | Sadalachbiah (γ), η, π, ζ.                                                                        |                                                 |
| La Faucille                                                    | 6                | Dans le Lion :         | Régulus (α), η, Algieba (γ), Adhafera (ζ), μ, ε.                                                  |                                                 |
| La fausse Croix                                                | 4                | Dans les Voiles        | κ, δ.                                                                                             |                                                 |
| La fausse Croix                                                | 4                | Dans la Carène         | ε, ι                                                                                              |                                                 |
| M73                                                            | 4                | Dans le Verseau        |                                                                                                   |                                                 |
| La Mouche boréale                                              | 3                | Dans le Bélier :       | 35, 39 et Bharani (41)                                                                            |                                                 |
| La cascade de Kemble                                           |                  | Dans la Girafe         |                                                                                                   |                                                 |
| L'amas du Cintre ou Collinder 399 ou amas de Brocchi           | 10               | Dans le Petit Renard   |                                                                                                   |                                                 |